# 雷鳥社
雷鳥社（らいちょうしゃ）は、東京都杉並区に本社をおく、日本の出版社。
「撮る・書く・つくる・演じる」をテーマに、写真集、文芸や編集、声優等のハウツウ本、フォトCD等を出版する。
ベストセラーに、「海の辞典」「空の辞典」「草の辞典」「花の辞典」「色の辞典」などの辞典シリーズ、「カラスの教科書」「写真の学校の教科書」「ブルーノート」「小説を書くための基礎メソッド」「はじめての声優トレーニング」などがある。
ISBNは8441。

## 沿革
- 1966年、教育書編集者の里田旬により設立。
- 1999年、『エスクァイア日本版』編集者、柳谷行宏が代表取締役に就任。
- 2018年、安在美佐緒が代表取締役を務める。

## 関連会社
- 株式会社 松濤スタジオ
- 株式会社 松濤スクール・オブ・アーツ
- 写真の学校/東京写真学園
- 編集の学校/文章の学校
- 松濤アクターズギムナジウム